# バリー・アーミテージ
バリー・アーミテージ（Barry Armitage , 1979年5月11日 - ）は、南アフリカ共和国ダーバン出身の元プロ野球選手。身長195cm。体重125kg。ポジションは投手。右投右打。

## 来歴
カンザスシティ・ロイヤルズのAA級ウイチタ・ラングラーズで主に中継ぎ投手としてプレーしていた。最速145キロの真っ直ぐにカーブを織り交ぜたピッチングを主体とする。
2006年のWBCでは南アフリカ代表に選出され、数少ない現役プロ選手として投手陣の一角を担い、2試合に登板するも3イニングで自責点7を記録した。
2009年のWBCでも南アフリカ代表に選出され、初戦のキューバ戦に先発し、3イニングで5失点、負け投手になった。